# Воногова, Мария Олеговна
Мария Олеговна Воногова (род. 5 апреля 1990, Новокузнецк, Кемеровская область) — российская волейболистка, центральная блокирующая.

## Биография
Мария Воногова начала заниматься волейболом в 10-летнем возрасте в Новокузнецке. Первый тренер — М. А. Бухтиярова. В 2004 году переехала в Череповец и на протяжении 12 лет (с годичным перерывом) выступала за команды местного волейбольного клуба. После 2016 играла за различные команды суперлиги.
в 2020—2021 — игрок ВК «Липецк». С 2021 играла за «Енисей» и «Северянку».

### Клубная карьера
- 2004—2009 —  «Северсталь»-2 (Череповец);
- 2009—2011 —  «Северсталь» (Череповец);
- 2011—2012 —  «Воронеж» (Воронеж);
- 2012—2016 —  «Северсталь»/«Северянка» (Череповец);
- 2016—2017 —  «Ленинградка» (Санкт-Петербург);
- 2017—2018 —  «Динамо-Метар» (Челябинск);
- 2018—2020 —  «Уралочка-НТМК» (Свердловская область);
- 2020—2021 —  «Липецк» (Липецк);
- 2021—2022 —  «Енисей» (Красноярск);
- 2022—2023 —  «Северянка» (Череповец);
- 2023—2024 —  «Херцег-Нови».

## Достижения
- бронзовый призёр чемпионата России 2019.
- двукратный победитель (2015, 2020), двукратный серебряный (2016, 2023) и бронзовый (2014) призёр чемпионатов России среди команд высшей лиги «А».
- чемпионка Черногории 2024.
- победитель розыгрыша Кубка Черногории 2024.